# Donald Sterling

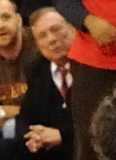
Donald Sterling, 2010

Donald T. Sterling (* 26. April 1934 in Chicago, Illinois als Donald Tokowitz) ist ein US-amerikanischer Finanzmagnat und ehemaliger Besitzer der Basketball-Franchise Los Angeles Clippers (ursprünglich San Diego Clippers). Sein Vermögen wird auf 4,1 Milliarden US-Dollar geschätzt.

## Leben
Sterling begann seine Karriere 1961 als Anwalt. Kurz darauf stieg er ins Immobiliengeschäft ein und kaufte im Jahr 1981 den NBA-Club San Diego Clippers für 12 Millionen US-Dollar. 1984 zog der Club nach Los Angeles um und wurde in „Los Angeles Clippers“ umbenannt. In den 1980er-Jahren war das Team unter Sterlings Ägide jedoch kaum erfolgreich. 1992 erreichten die Clippers erstmals die Playoffs. Diesen Erfolg konnte man 1993 wiederholen.
Aufgrund von rassistischen Aussagen geriet Sterling im Jahr 2014 weltweit in die Schlagzeilen. Sterling hatte Ende April 2014 seiner Exfreundin gesagt, sie möge keine Afro-Amerikaner mehr zu Spielen der Clippers mitbringen und keine Fotos von ihr mit Ausnahmespieler „Magic“ Johnson in sozialen Netzwerken veröffentlichen. US-Präsident Obama bezeichnete seine Äußerungen als „unglaublich rassistisch beleidigend“. Die Clippers-Spieler trugen aus Protest gegen ihren Vereinschef beim nächsten Playoff-Spiel in Oakland ihre Aufwärmtrikots auf links gedreht und während der Partie schwarze statt weiße Socken. Darüber hinaus kündigten einige Sponsoren der Franchise ihren Rückzug an, darunter Mercedes-Benz und Red Bull. Sterling wurde wenige Tage nach Veröffentlichung des Telefonmitschnitts von der NBA lebenslang gesperrt und zur maximalen Geldstrafe von 2,5 Mio. US-Dollar verurteilt. Zudem drängte ihn die Verbandsführung zu einem Verkauf der Clippers, deren Wert auf etwa eine Milliarde US-Dollar geschätzt wurde. Die 29 weiteren NBA-Clubbesitzer, die dem Verkauf mit einer Dreiviertelmehrheit offiziell zustimmen müssen, sprachen sich vorab einstimmig dafür aus.
Am 12. August 2014 kaufte der vorherige Microsoft-Manager Steve Ballmer die Anteile an der Franchise für zwei Milliarden US-Dollar (rund 1,49 Milliarden Euro). Sterlings Einspruch gegen den Verkauf wies ein kalifornisches Gericht ab.

## Privates
Sterling war seit 1955 mit Rochelle „Shelly“ Stein verheiratet. Aus der Ehe gingen zwei Söhne und eine Tochter hervor. Das Paar trennte sich 2012. Eine Woche danach starb Sterlings Sohn Scott im Alter von 32 Jahren an einer Überdosis Drogen.
Im Mai 2014 wurde bekannt, dass Sterling an Krebs erkrankt ist.